# Chatrč v horách
Chatrč v horách (1960, The Humpy in the Hills) je  dobrodružný román pro mládež s detektivní zápletkou australského spisovatele Johna Gunna. 

## Obsah románu
Kniha se odehrává v malém australském pobřežním městečku Bullimal, vzdáleném několik hodin jízdy vlakem od Sydney a jejími hlavními hrdiny jsou syn policejního seržanta Col, jeho přítel Andrew, který se umí dobře prát, ač o to moc nestojí, Andrewův mladší bratr Ian a Colova sestra Barbara. Andrew s bratrem se sem právě přistěhovali ke své babičce, protože jeho rodiče odjeli do Anglie, kde se maminka musí podrobit operaci, která je téměř nad jejich finanční poměry. S Colem se seznámili na cestě do školy. 
Při nástupu žáků na školním dvoře Colův tatínek všechny seznámí s tím, že v okolí se pohybují pachatelé loupeže 40 000 liber, ke které došlo před několika lety ve výplatní den v jedné ocelárně.
Při obědě se Andrew seznámí i s Colovou sestrou, která chodí do dívčí školy, protože v tehdejší Austrálii se chlapci a dívky učili odděleně. A po škole ke všeobecnému překvapení Andrew přepere Smitha, který je třídním rváčem a všechny šikanuje. Děti se pak rozhodnou, že se pokusí těch 40 000 liber najít. Seznámí se přitom s přátelským tulákem Karlem, který jim v pátrání pomáhá.
Pátrání po penězích zavede děti s Karlem do blízkých do hor k chatrči, stojící blízko již zavřených bullimalských dolů. Poblíž chatrče najdou vchod do šachty vedoucí do podzemí. Když do ní vlezou, dojde k sesuvu a všichni jsou odříznuti od světa. Když se jim podaří najít jiný východ, je otvor vedoucí na povrch najednou zavalen skálou, což zřejmě udělal pachatel loupeže, který se zde skrývá. Karel s dětmi dojdou k závěru že pachatel může i za sesuv. Nakonec naštěstí objeví hlavní důlní štolu, která jim umožní dostat se z dolu ven. 
Děti si pak na cestu do hor vzaly s sebou štěně, které se najednou propadne do hluboké jámy. Tulák Karel rozhodne, že děti se na noc utáboří poblíž jámy a on že dojde pro pomoc, neboť zná cestu i v noci. Protože se štěně začne topit, Col se pro něj spustí. V tom děti přepadne pachatel loupeže a odvede je do chatrče, kde je sváže. Col se štěnětem zůstane v jámě. Z pachatelovy řeči děti v chatě pochopí, že přišel do dolu hledat ukryté uloupené peníze uschované zde jeho komplici, kteří se následně při útěku utopili, a že je ještě nenašel.  
Dětem se podaří osvobodit a připravit na lupiče past. Zapálí chatu a když do ní lupič vběhne, chytí jej do sítě, kterou v chatě našli. Karel mezitím přivede pomoc. Když Cola z jámy vytáhnou, Col jim oznámí, že v jámě je nějaká truhlička. V ní se pak najde ukradených 40 000 liber. Odměna, která byla za nalezení vyhlášena, je vyplacena Andrewovi, který je šťasten, že jeho rodiče budou mít po finančních starostech.

## Česká vydání
- Chatrč v horách, SNDK, Praha 1963, přeložil Ladislav Pekař.

## Rozhlasová hra
Poklad v horách. Na motivy knihy Johna Gunna Chatrč v horách s použitím překladu Ladislava Pekaře napsala Martina Drijverová. Výběr hudby a režie Jan Berger. Dramaturg Ivan Hubač. Režie Jan Berger. Účinkují: Ota Sklenčka, Bořík Procházka, Josef Vinklář, Filip Žák, Radim Špaček, Jiří Janát, Šárka Krásová, Tomáš Longa, Martin Bouček, Jiří Neužil, Kristýna Píchová, Vilemína Kracíková a Helena Ševčíková a Markéta Danhelová. Natočeno v roce 1984.